# Topobea asplundii
Topobea asplundii är en tvåhjärtbladig växtart som beskrevs av John Julius Wurdack. Topobea asplundii ingår i släktet Topobea och familjen Melastomataceae. IUCN kategoriserar arten globalt som sårbar.
Artens utbredningsområde är Ecuador. Inga underarter finns listade i Catalogue of Life.